# تاجیک‌های افغانستان
تاجیک‌ها دومین گروه قومی بزرگ در افغانستان امروزی هستند و تخمین زده می‌شود که حدود ۳۷٪ از جمعیت افغانستان، یعنی ۱۶٬۲۰۰٬۰۰۰ تَن از جمعیت این کشور را تشکیل دهند.
تعیین سهم تاجیک‌ها در جمعیت افغانستان با مشکلات قابل توجهی روبرو است، زیرا سرشماری‌های سیستماتیک در این کشور برای چندین دهه انجام نشده است و منابع مختلف تخمین‌های متفاوتی را ارائه می‌دهند.

## پراکندگی
تاجیک‌ها اکثریت را در استان‌های بلخ، تخار، بدخشان، پروان، پنجشیر، کاپیسا، بغلان، غور، بادغیس و هرات که در شمال شرقی و غربی افغانستان هستند را تشکیل می‌دهند.
گروه‌های قابل توجهی از تاجیک‌ها نیز در سایر استان‌های کشور (به استثنای استان‌های نورستان، ننگرهار، خوست و زابل) ساکن هستند. مانند آسیای مرکزی، مناطق تاجیک نشین به شدت توسط مناطق بیابانی و همچنین قلمرو قومی ازبک‌ها، ترکمن‌ها، پشتون‌ها، هزاره‌ها، ایماق‌ها و دیگران از هم جدا شده‌اند.
تاجیک‌های افغانستان را می‌توان به گروه‌های زیر تقسیم کرد:
- تاجیک‌های بلخ و بدخشان (شمال و شمال شرقی) که ادامه حوزه جنوب تاجیکستان هستند.
- تاجیک‌های کابلستان که در مناطق کابل، پروان و غزنی (حوضه‌های رودخانه‌های کابل، پنجشیر، بالادست ارغنداب) هستند.

همچنان مناطق شمالی و مرکزی لغمان، سرخ‌رود در ننگرهار، گردیز در پکتیا، اورگون در پکتیکا و نواحی توپخانه در قندهار مناطق تاجیک نشین فارسی‌زبان در افغانستان هستند. در استان‌های لوگر، وردک و غزنی این کشور نیز کم و بیش، یک یا دو سوم جمعیت را تاجیک‌ها تشکیل می‌دهند.

## تاریخچه
اجداد باستانی تاجیک‌های افغانستان، باختری‌ها، کوشانی‌ها، هپتالیان و سایر قبایل ایرانی شرقی بودند. مردم ایرانی خراسان از قرن هشتم تا نهم تحت عنوان قومی «تاجیک» متحد شدند.
جمعیت سغدی ماوراءالنهر آسیای میانه، اساس ملت تاجیک در ازبکستان را تشکیل داد، در حالی که در افغانستان، باختری‌ها اساس ملت تاجیک را تشکیل دادند. با تشکیل دولت سامانیان در قرن نهم و دهم، روند شکل‌گیری هسته قومی تاجیک‌ها نیز به پایان رسید. این روند با گسترش زبان فارسی مرتبط بود که منجر به اختلاط (سغدی‌ها و باختری‌ها) شد.
دقیقاً در قرن نهم، زمانی که تاجیک‌ها به عنوان یک قوم واحد شکل گرفتند، شاعران برجسته‌ای مانند رودکی، دقیقی و عنصری ظاهر شدند. عنصری در آثار خود که در قرن دهم نوشته شده است، از نام «تاجیک» به عنوان نام یکی از گروه‌های قومی غزنی یاد کرده است.

## جمعیت
تاجیک‌ها در افغانستان اولین یا دومین گروه قومی پرجمعیت هستند. منابع مختلف تخمین‌های متفاوتی ارائه می‌دهند: از ۳۳٪ اتا ۳۹٪ جمعیت کشور تا ۴۶٪ تا ۵۶٪درصد، این می‌تواند از ۱۰ تا ۲۳ میلیون نفر باشد.
از آنجایی که سرشماری‌های سیستماتیک برای چندین دهه در کشور انجام نشده است، داده‌های دقیقی در مورد جمعیت و ترکیب گروه‌های قومی مختلف وجود ندارد. به همین دلیل، بسیاری از ارقام تقریبی هستند:
بر اساس سرشماری‌های رسمی جمعیت در دهه‌های ۱۹۶۰ تا ۱۹۸۰، و همچنین اطلاعات عمدتاً از منابع علمی، دانشنامه «ایرانیکا» فهرست زیر را ارائه می‌دهد:
- پشتون‌ها - ۳۹٫۴٪
- تاجیک‌ها - ۳۳٫۷٪
- هزاره‌ها - ۸٫۰٪
- ازبک‌ها - ۸٫۰٪
- ایماق‌ها - ۴٫۱٪
- ترکمن‌ها - ۳٫۳٪
- بلوچ‌ها - ۱٫۶٪
- سایر - ۱٫۹٪

به گفته نماینده تحقیقی به نام «نظرسنجی جمعیت افغانستان - افغانستان در سال ۲۰۰۶»، پروژه مشترک بنیاد آسیا، در هند، مرکز مطالعات کشورهای در حال توسعه (CSO) و مرکز نظرسنجی‌های اجتماعی-اقتصادی و تحقیقاتی افغانستان (ACSOR)، توزیع گروه‌های قومی به شرح زیر است:
- پشتون‌ها - ۴۰٫۹٪
- تاجیک‌ها - ۳۷٫۱٪
- هزاره‌ها - ۹٪
- ازبک‌ها - ۹٪
- ترکمن‌ها - ۱٫۷٪
- بلوچ‌ها - ۰٫۵٪
- ایماق‌ها - ۰٫۱٪
- سایر - ۱٫۳٪

به گفته نماینده تحقیقی دیگر از ۹ فوریه ۲۰۰۹، به نام «افغانستان: در مواردی که مهم است»، نتیجه تلاش‌های مشترک شبکه تلویزیونی آمریکایی ای‌بی‌سی نیوز، بی‌بی‌سی بریتانیا و آ.ار.د آلمان (از سال ۲۰۰۴ تا ۲۰۰۹)، ترکیب قومی جمعیت کشور (تقریباً) به شرح زیر است:
- پشتون‌ها - ۴۱٪
- تاجیک‌ها - ۳۸٪
- هزاره‌ها - ۱۰٪
- ازبک‌ها - ۶٪
- ترکمن‌ها - ۲٪
- نورستانی‌ها - ۱٪
- بلوچ‌ها - ۱٪
- سایر - ۱٪

منابع دیگر می‌گویند که سهم تاجیک‌ها ۳۵٪ یا ۳۹٪ است.

## زبان
زبان فارسی دَری، که نزدیک به زبان فارسی تاجیکی است، به‌طور گسترده به عنوان زبان ارتباطی در افغانستان استفاده می‌شود؛ این زبان نه تنها زبان مادری تاجیک‌های افغانستان است، بلکه برای گروه‌های قومی مانند هزاره‌ها نیز زبان مادری محسوب می‌شود.
فارسی میان تاجیک‌ها لهجه‌های محلی و منطقه‌ای مختلف دارد مثلاً فارسی بدخشی، فارسی دوشنبه‌گی، فارسی فرغانی، فارسی سمرقندی، هراتی، کابلی، پنجشیری و… آنچه فارسی دری خوانده می‌شود، گونهٔ ادبی و رسمی فارسی است که در سراسر قلمرو فارسی تقریباً یکسان است.
تاجیک‌های پامیری زبان در بدخشان افغانستان، تاجیکستان، چین و پاکستان زندگی می‌کنند و به گویش‌های گوناگون (شغنانی، واخی، سریکالی، سنگلیچی و …) سخن می‌گویند.
داده‌های دقیق در مورد تعداد و ترکیب گروه‌های قومی-زبانی مختلف افغانستان در دسترس نیست، زیرا در دهه‌های اخیر سرشماری منظم جمعیت در کشور انجام نشده است. داده‌های تخمینی ارقام زیر را برای زبان‌های مادری ارائه می‌دهند:
در نتیجه یک مطالعه از طریق نظرسنجی که در سال ۲۰۰۶ توسط سازمان «بنیاد آسیا» انجام شد و ۶۲۲۶ پاسخ دهنده تصادفی انتخاب شده را پوشش داد، فارسی دَری زبان مادری ۴۹ درصد از پاسخ دهندگان بود، در حالی که ۳۷ درصد به عنوان زبان دوم به آن تسلط داشتند؛ ۴۲ درصد قادر به خواندن به زبان دَری بودند.

## تاجیک‌های مشهور افغانستان
- غیاث‌الدین محمد (۱۱۶۳–۱۲۰۲) سلطان غوریان (از ۱۱۶۳ تا ۱۲۰۲). در زمان سلطنت او، دولت غوریان به یک قدرت جهانی تبدیل شد که از گرگان تا بنگال امتداد داشت.[۱۱][۱۲]
- محمد غوری (۱۱۴۹–۱۲۰۶) سلطان غوریان، برادر کوچکتر غیاث‌الدین محمد. فاتح شمال هند و بنیان‌گذار اولین حکومت مسلمان در هند.[۱۱][۱۲]
- احمد لاهوری (۱۵۸۰–۱۶۴۹) معمار پارسی-تاجیک از بدخشان. او معمار اصلی تاج محل در آگره، هند بود (سال‌های ساخت بین ۱۶۳۲ و ۱۶۴۸).
- حبیب‌الله کلکانی، امیر افغانستان (۱۹۲۹).
- طاهر بدخشی (۱۹۳۳–۱۹۷۹) فعال فرهنگی و سیاسی افغانستان. بنیان‌گذار حزب ضد پشتون «ستم ملی».
- ببرک کارمل (۱۹۲۹–۱۹۹۶) رئیس‌جمهور افغانستان (۱۹۷۹–۱۹۸۶).[۱۳]
- برهان‌الدین ربانی (۱۹۴۰–۲۰۱۱) رئیس‌جمهور افغانستان (۱۹۹۲–۲۰۰۱) و همچنین رهبر حزب جمعیت اسلامی افغانستان.
- عبدالله عبدالله (از سمت مادر) نخست‌وزیر افغانستان از (۲۰۱۴–۲۰۱۹).
- احمد شاه مسعود فرمانده نظامی افغانستانی تاجیک تبار، وزیر دفاع افغانستان (۱۹۹۲–۲۰۰۱).
- محمد فهیم وزیر دفاع افغانستان (۲۰۰۱–۲۰۰۴).
- بسم‌الله خان محمدی وزیر امور داخله افغانستان (۲۰۱۰–۲۰۱۵). وزیر دفاع افغانستان (۲۰۲۱).
- ویس احمد برمک وزیر امور داخله افغانستان (از ۱۳ اوت ۲۰۱۷ تاکنون).
- اکبر شاه ولی وزیر بهداشت (۱۹۷۸–۱۹۷۹) و وزیر امور خارجه افغانستان (۱۹۷۹).
- عطا محمد نور استاندار ولایت بلخ (۲۰۰۱–۲۰۱۷).
- عبدالجمیل ظریفی وزیر امور اسلامی و اوقاف افغانستان (۱۹۸۷–۱۹۸۸).
- اسماعیل خان فرمانده نظامی افغانستانی تاجیک تبار، بزرگ‌ترین فرمانده نظامی و فرمانده با نفوذ مجاهدین غرب افغانستان در دوره جنگ افغانستان؛ وزیر آب و انرژی افغانستان (از ۲۰۰۴).
- محمد عزیز شهردار کابل (۱۹۷۸)، وزیر صنایع سبک افغانستان (۱۹۸۴–۱۹۸۶).
- عبدالحمید محتاط وزیر مخابرات (۱۹۷۳–۱۹۷۴) و معاون رئیس‌جمهور افغانستان (۱۹۸۸–۱۹۹۲).
- احمد ضیا مسعود معاون رئیس‌جمهور (۲۰۰۴–۲۰۰۹).
- غلام دستگیر پنجشیری وزیر آموزش و پرورش (۱۹۷۸) و وزیر فواید عامه افغانستان (۱۹۷۸–۱۹۷۹).
- اسدالله سروری شخصیت برجسته دولتی، حزبی و سیاسی جمهوری دموکراتیک افغانستان، رئیس سازمان حفاظت از منافع ملی افغانستان (۱۹۷۹).
- عنصری شاعر پارسی-تاجیک، مدیحه‌سرای دربار.
- فضل‌الحق خالقیار نخست‌وزیر افغانستان (۱۹۹۰–۱۹۹۲).
- عبدالولی حجت وزیر امور اسلامی افغانستان (۱۹۸۵–۱۹۹۲).
- محمد حسن بارق شفیعی شاعر، وزیر اطلاعات و فرهنگ (۱۹۷۸–۱۹۷۹) و وزیر حمل و نقل و گردشگری افغانستان (۱۹۷۹).
- غلام محی‌الدین شهباز وزیر آمار (۱۹۸۹–۱۹۹۱) و وزیر برنامه‌ریزی افغانستان (۱۹۹۱–۱۹۹۲).
- عبدالله یفتلی وزیر برنامه‌ریزی (۱۹۶۵ و ۱۹۶۷) و وزیر دارایی افغانستان (۱۹۶۵–۱۹۶۷).
- امرالله صالح وزیر امنیت سابق افغانستان. نخست‌وزیر افغانستان از (۲۰۱۹-اکنون).
- یونس قانونی رئیس مجلس نمایندگان افغانستان (۲۰۰۱–۲۰۱۶).
- عبداللطیف پدرام رهبر حزب کنگره ملی افغانستان (۲۰۰۶–۲۰۱۷).

## دین و مذهب
اکثریت تاجیک‌ها پیرو مذهب سنی اسلام هستند و اقلیت‌های کوچک اسماعیلی و شیعه دوازده امامی نیز در دسته‌های پراکنده وجود دارند.